# Anton Bleiziffer

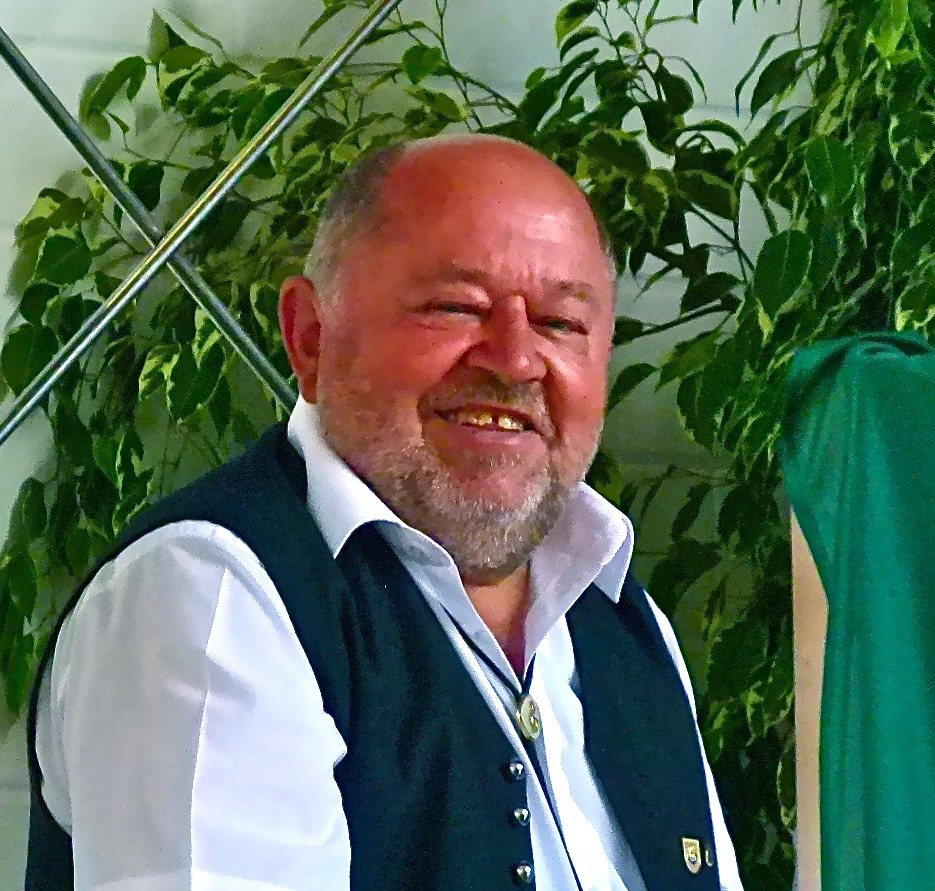
Anton Bleiziffer (2014)

Anton Bleiziffer (* 20. Juni 1950 in Arad, Volksrepublik Rumänien) ist ein deutscher Musikethnologe, Musiker und Schallarchivar. Der Banater Schwabe hat auch Bücher und Aufsätze über die Banater Kultur und deren Erhalt in der „Ankunftsheimat Deutschland“ verfasst und herausgegeben.

## Leben
Bleiziffer wuchs im rumänischen Sântana, (deutsch Sanktanna) auf. Er besuchte von 1957 bis 1965 die Allgemeinschule in Sanktanna, 1965 bis 1966 das deutsche Gymnasium in Neu-Arad und von 1966 bis 1969 das Gymnasium in Sanktanna. Nach dem Abitur 1969 studierte er bis 1970 Topographie in Oradea (deutsch Großwardein) und besuchte dann die Musikfakultät der Universität Timișoara (deutsch Temeswar), wo er 1974 ein Diplom als Musiklehrer ablegte. Neben verschiedenen Stationen als Lehrer in Arbore, Apateu und Saderlach war er Volkskorrespondent bei der Tageszeitung Neuer Weg in Bukarest und trat mit eigenen Kompositionen in Radio- und Fernsehsendungen in Timișoara und Bukarest auf. Er war Gründungsmitglied des Banater Studentenquintetts und wirkte dort als Manager, Solist, Komponist und Texter erfolgreich mit. 1980 gründete er das Folklore-Ensemble Vereinigte Kumluscher und Sanktannaer Kulturgruppe (VKSK).
1981 wanderte er nach Deutschland aus und engagierte sich als Berater für Spätaussiedler im Raum Freiburg im Breisgau. Neben seiner Tätigkeit als Privatlehrer für Akkordeon, Blockflöte und Klavier arbeitete er als Realschullehrer in Betzdorf (Rheinland-Pfalz).
1985 bis 2012 arbeitete er im Deutschen Volksliedarchiv in Freiburg als Schallarchivar und wurde Mitarbeiter des Landesmusikrates Baden-Württemberg. Seit 1990 ist er Leiter des Freiburger Singkreises sowie Vorstandsmitglied und Kulturreferent der Heimatortsgemeinschaft (HOG) Sanktanna.
Anton Bleiziffer ist verheiratet und hat zwei Söhne. 

## Werk
Anton Bleiziffer ist Herausgeber von Publikationen, die sich mit dem kulturellen Erbe der Deutschen in Sanktanna und dem Banat befassen. Er nahm mit dem Freiburger Singkreis die Doppel-CD Wie’s daheim war – Heimatklänge aus Sanktanna auf und stattete diese mit einem ausführlichen Begleitheft aus (1999). Weitere CDs sind: Ständchen für Sanktanna (1992); Mag dein Stern sich strahlend heben – Festschrift zum 150. Todestag von Nikolaus Lenau mit CD (2000); So schön klingt Freiburg – mit historischen Liedern über Freiburg (2005); Ein akustisches Porträt des Deutschen Volksliedarchivs Freiburg (2006); Ein Sommertraum mit Blasmusik – Kulturdekade in Sanktanna (3 DVDs, 2008); Banater Stimmen – Akustische Symbiose (CD 2012). Für den Führer über die Kirchen in Sanktanna steuerte er eine Liedzusammenstellung „Kirchenlieder aus Sanktanna“ bei (2015); „Banater-Mundart – Struwwelpeter in neun Dialekten aus dem Banat“ (CD 2016).
Er veröffentlichte das Buch „Mit Leib und Seele – Kochen und Backen wie in Sanktanna“. Ebenso schrieb er ein Porträt in Deutsch und Rumänisch (Hrsg.: Michael Szellner) über den Kapellmeister Lambert Steiner.
Vorträge, Aufsätze und Rundfunkbeiträge über die Kultur der Deutschen im Banat entstanden. Bleiziffer will mit den aus Rumänien ausgewanderten Banatern die Kultur der Herkunftsheimat pflegen und diese in die Ankunftsheimat integrieren. Die Veranstaltungsreihe Antonitreffen, die seit 1987 jeweils am dritten Januarwochenende zu Ehren des Heiligen Antonius in Freiburg stattfindet, dient der gemeinsamen Kulturpflege.

## Mitgliedschaften
- Gesellschaft für Deutsche Musikkultur im südöstlichen Europa
- Freundeskreis Donauschwäbische Blasmusik (FDB)[5]
- Landsmannschaft der Banater Schwaben (LBS)
- Eisenbahner Musikverein Freiburg (EMV)

## Medienpräsenz
Radiosendungen, Interviews und Berichte über verschiedene Projekte der Volksliedforschung und über die Arbeit als Musiker und Singgruppenleiter in der Deutschen Welle, Deutschlandfunk, Südwestfunk, Radio Breisgau, Radio Virginia (USA), Radio Temeswar, Televisiunea Romana, Badische Zeitung, Der Donauschwabe, Neue Zeitung (Budapest), Observatorul (Arad/Rumänien), Meine Melodie (Zeitschrift), Donauschwäbische Blasmusikinfos, sowie in einer japanischen Tageszeitung
Übersetzer des Kinofilms La Paloma von Sigrid Faltin (2008)

## Werke

### Publikationen und Vorträge
- Ständchen für Sanktanna, MC mit Begleitheft, 1992
- Tick Tack, Informationsbroschüre der HOG Sanktanna, Kreis Freiburg, 1992. Letzte Ausgabe 2011[6]
- Mit frohem Herzen will ich singen, MC, 1995
- Mit Leib und Seele – Kochen und Backen wie in Sanktanna, 1997[7]
- Wie’s daheim war – Heimatklänge aus Sanktanna, Doppel-CD mit Begleitheft, 1999[8]
- Mag dein Stern sich strahlend heben, Festschrift mit CD-Beilage zum 150. Todestag von Nikolaus Lenau, 2000
- So schön klingt Freiburg, CD, 2005
- Das Deutsche Volksliedarchiv – Akustisches Portrait, CD, 2006[9]
- Ein Sommertraum mit Blasmusik – Kulturdekade in Sanktanna, 3 DVDs, 2008
- Banater Struwwelpeter, CD mit 9 Banater Dialekten, 2016 (Hrsg.)[10]
- Banater Stimmen – Akustische Symbiose, CD 2012
- Kirchenführer Sanktanna, Klangbilder CD 2015
- Struwwelpeter – Banater Mund-Art, 2016
- Mein schönes Freiburg sei gegrüßt, Vortrag am 29. November 2001 im Deutschen Volksliedarchiv, in verschiedenen Stadtteilen und Einrichtungen in Freiburg.
- Leid im Lied. Südost- und ostdeutsche Lagerlieder von Flucht, Vertreibung und Verschleppung von Gottfried Habenicht. Vortrag 2001 in Ljubljana(/Slowenien) Eine Buchbesprechung. In: Vereintes Europa – Vereinte Musik? Vielfalt und soziale Dimension in Mittel- und Südosteuropa. Hrsg. Von Bruno B. Reuer. Berlin 2004, S. 255 – 263, ISBN 3-89693-245-4.
- Banater Blasmusikretrospektive. Vortrag im Kultur- und Dokumentationszentrum der Landsmannschaft der Banater Schwaben in Ulm, 2005.
- Lambert Steiner und seine Nachfolger – Eine Banater Kapellmeister-Dynastie. Vortrag im Adam-Müller-Guttenbrunn-Haus in Temeswar, 2006.
- Anton Bleiziffer, Michael Szellner: Lambert Steiner Kapellmeister in Memoriam. FDGA Colectjia “Das Beste”, Arad 2014, ISBN 978-6-06842223-7, S. 219.
- Für Leib und Seele – Kochen und Backen wie in Sanktanna. Vortrag im Kultur- und Dokumentationszentrum der Landsmannschaft der Banater Schwaben in Ulm, 2006.
- Banater Kapellmeister als Kulturvermittler in Europa und Übersee. Vortrag am 26. November 2006 im Rahmen der 42. Kulturtagung der Landsmannschaft der Banater Schwaben in Sindelfingen zum Thema: Überregionale und europäische Traditionen im Banat. Erschienen in: Kulturtagung 2006, Sindelfingen, Hrsg. von der Landsmannschaft der Banater Schwaben, Landesverband Baden-Württemberg, Stuttgart 2007, S. 100–111.[11]
- Akkulturationserscheinungen in der Liedlandschaft Sanktanna im Banat. Vortrag am 1. August 2008 im Rahmen der 1. Kulturdekade in Sanktanna, Dokumentationszentrum der St.-Anna-Schule in Sanktanna/Rumänien.

Außerdem Vorträge im Rahmen der Landsmannschaft der Banater Schwaben/München, des Katholischen Bildungswerkes Freiburg, des Johannes-Künzig-Institutes, der HOG St. Andres/des Andreser Kulturkreises Freiburg, beim Deutschen Volksliedarchiv, beim Institut für Deutsche Kultur und Geschichte Südosteuropas/München, beim Freundeskreis Donauschwäbische Blasmusik und andere.

### Musikwissenschaftliche Beiträge und Rezensionen
- Otto Holzapfel, Jürgen Dittmar und Hartmut Braun (Hrsg.): Jahrbuch für Volksliedforschung. Band 43. Erich Schmidt Verlag, 1998, ISSN 0075-2789, S. 258. sowie Band 34 (1994)[12] und Band 44 (1999)[13]
- in der Zeitschrift Der Musikant, Hrsg. Landesmusikrat Baden-Württemberg, Karlsruhe[14]
- in der Reihe Auf den Spuren von …, Hrsg. Bezirk Oberbayern[15]
- in der Banater Post, Hrsg. Landsmannschaft der Banater Schwaben, München
- im Heimatbrief der HOG Sanktanna, Hrsg. HOG Sanktanna, Nürnberg
- im Banater Kalender, Hrsg. Walther Konschitzky, 2008, 2009, 2010, 2011, 2012, 2013, 2014

### Eigenkompositionen
- Musik und Texte für mehr als 100 Lieder
- Vertonung von sieben Gedichten von Nikolaus Lenau: Einst und jetzt,[16] Das Wiedersehen, An die Melancholie, Abschied, Das Posthorn, Frage, An die Entfernte
- Singspiel „Vorsetz mit Ständchen“. 2. Platz beim Wettsingen in Chisineu-Cris/Rumänien, 1981
- Heimatlied für Sanktanna, 1992
- "Wir die Ex-Banater", 1999[17]
- Singspiel „Der Antonikrieg in Sanktanna“ von Anton Bleiziffer und Christel Muranyi. Aufführung durch den Freiburger Singkreis 1999 in der Stadthalle Freiburg und im Stadtteil Landwasser, Veröffentlichung im Heimatbrief Nr. 11 der HOG Sanktanna
- Musikalisch-literarische Montage „Mag dein Stern sich strahlend heben“ von Anton Bleiziffer und Christel Muranyi, Aufführung in der Oberfinanzdirektion Freiburg und im Gemeindesaal St. Petrus Canisius in Freiburg-Landwasser, anlässlich des 150. Todestages von Nikolaus Lenau, 2000
- Singspiel „Donauschwäbische Zeitreise“ von Anton Bleiziffer und Christel Muranyi. Aufführung durch den Freiburger Singkreis 2003
- Singspiel „Auf, Banater, Ohe!“ von Anton Bleiziffer und Christel Muranyi. Aufführung 2006

## Auszeichnungen und Ehrungen
- 1972: Großer Preis beim nationalen Festival der Studierenden aus Rumänien mit dem Banater Studentenquintett
- 1994: Dank- und Anerkennungsurkunde des Freiburger Singkreises
- 1996: Ehrenurkunde der Landsmannschaft der Banater Schwaben
- 1997: Ehrenbrief der HOG Sanktanna
- 1997: Ferdinand-Totterer-Heimatpfleger-Ehrenbrief
- 2000: Bestellung zum Volksliedwart durch das Deutsche Volksliedarchiv
- 2001: Ehrenurkunde anl. 250 Jahre Schule in Sanktanna
- 2006: Jubiläumsmedaille in Silber der HOG Sanktanna
- 2006: Verdienstmedaille in Silber der Landsmannschaft der Banater Schwaben
- 2007: Evergreen-CD für 50 Jahre Akkordeonspiel und Tonträgerproduktion
- 2008: Vereinsabzeichen in Silber des Freundeskreises Donauschwäbische Blasmusik
- 2008: Diploma de excelenta des Stadtrates und Bürgermeisteramtes Sanktanna
- 2009: Polka-Missionar-Zertifikat des Vereins Valores, Neumarkt i. d. Oberpfalz
- 2010: Ehrenurkunde der Landsmannschaft der Banater Schwaben für 20 Jahre Freiburger Singkreis der HOG Sanktanna
- 2011: Vereinsabzeichen in Gold des Freundeskreises Donauschwäbische Blasmusik
- 2015: Ehrengabe des Donauschwäbischen Kulturpreises des Landes Baden-Württemberg[18]
- 2017: Staufermedaille[19]